# Мій будиночок
Мій будиночок (пол. Domek, англ. Dream Home) — настільна та карткова гра польського автора Клеменса Каліцького. Гра розрахована на 2–4 гравців віком від 8 років і була вперше видана у 2016 році польським видавництвом Rebel, а згодом перекладена багатьма мовами. Перше німецькомовне видання вийшло у видавництві Pegasus Spiele до Нюрнберзького ярмарку іграшок 2017 року. У цьому ж році гру відзначили нагородами Spiel der Spiele  та Nederlandse Spellenprijs. Темою гри є облаштування будинку для отримання максимальної кількості переможних очок. В Україні гра локалізована видавництвом Rozum.

## Тема та компоненти
Гравці облаштовують ігрове поле — своє будівництво, додаючи різні типи кімнат, предмети декору та дахові елементи, які враховуються у фінальній оцінці. Перемагає гравець, чий будинок набирає найбільше переможних очок.
Компоненти гри включають:
- ігрове поле для викладання карт (складається з двох частин),
- чотири планшети будинків для гравців,
- 10 жетонів декору,
- маркер першого гравця у вигляді будиночка,
- карту першого гравця,
- 60 карт кімнат,
- 48 карт, серед яких спеціальні та карти даху,
- блокнот для підрахунку очок,
- чотири картки зі швидкими правилами.

## Ігровий процес
Перед початком гри в центрі столу викладається ігрове поле, кожен гравець отримує планшет будинку та картку зі швидкими правилами. Жетони декору розміщуються поруч із полем. Спеціальні карти перемішуються та кладуться в закриту колоду на верхнє місце для карт, а карти кімнат — на нижнє. Карта першого гравця викладається на відповідне місце, поряд відкриваються перші чотири спеціальні карти, а під ними — п'ять карт кімнат. Обирається перший гравець, який отримує маркер першого гравця.
Гра триває 12 раундів. Починаючи з першого гравця, кожен по черзі обирає одну колону з викладеними картами та забирає обидві карти собі. Якщо гравець обирає першу колонку, він отримує карту першого гравця і стає першим у наступному раунді. В інших колонках доступні по одній спеціальній та одній карті кімнати.
Карти кімнат необхідно викладати на планшет будинку. Вони не можуть розміщуватися над порожніми просторами. Карти підвалу дозволяється класти лише в нижніх двох кімнатах. Кімнати одного типу можуть об’єднуватися, але тільки на одному поверсі, з урахуванням максимальної кількості карт (1, 2 або 3). Особливі карти кімнат можуть приносити додаткові очки за певне розташування.
Спеціальні карти, залежно від типу, потрібно використати одразу або зберегти для майбутніх дій. Карти декору розміщуються в кімнатах і завершують їх облаштування. Дахові карти кладуться в закритому вигляді на спеціальне місце для карт даху. 
Наприкінці кожного раунду карти оновлюються. Після завершення 12 раундів проводиться фінальна оцінка.

### Оцінка
Оцінювання проходить за такими критеріями:
- Очки за кімнати нараховуються за вказаними на картах значеннями та додатковими бонусами за розташування.
- Декорації приносять очки згідно з їхнім значенням.
- Бонуси за облаштування нараховуються за певні поєднання кімнат.
- Дах оцінюється за наявністю чотирьох карт. За однорідний дах нараховується 8 очок, за повний, але різнокольоровий — 3 очки, плюс 1 очко за кожне вікно. Неповний дах не оцінюється.

Перемагає гравець із найбільшою кількістю очок. У разі нічиєї перемагає той, на чиїх картах більше зображено дітей.

## Видання
Гра «Мій будиночок» вперше була видана у 2016 році польським видавництвом Rebel, а згодом перекладена іншими мовами. У 2017 році вийшло німецьке видання від Pegasus Spiele, а також переклади на португальську, угорську, корейську, грецьку та французьку. Дві промо-картки (різдвяні ялинки та автомобіль) випущені у 2016 році, а у 2017 році вийшло розширення «156 Sunny Street», яке додало нові карти та елементи.
У 2017 році гра була відзначена в межах австрійської ігрової премії Spiel der Spiele  та отримала Nederlandse Spellenprijs 2017 року.